# Symphony (yacht)
Le Symphony est un yacht de luxe appartenant à Bernard Arnault. Au moment de son achèvement en 2015, le Symphony est le plus long yacht jamais construit aux Pays-Bas,,.

## Caractéristiques
Le navire est construit par Feadship. En 2015, le superyacht de luxe de 101,5 mètres et à six ponts est le plus grand navire jamais construit par l'entreprise (premier à franchir la barre des 100 mètres),. Estimé à 130 millions d'euros, le navire a été dessiné par le cabinet Zuretti et son extérieur conçu par Tim Heywood.
Conçu pour transporter 20 passagers dans 8 suites et un équipage de 38 personnes dans 16 cabines, il est conforme au Passenger Yacht Code. Le Symphony dispose d'une piscine avec fond transparent de 6 mètres sur le pont principal, d'un cinéma en plein air sur le pont de la passerelle et d'un jacuzzi. Sont inclus un sauna, un bureau privé et un bureau, un salon et un espace de détente sur le pont arrière avec une table à manger pour 20 personnes. Il est également doté d’une plate-forme pour hélicoptère et d’un practice de golf.
Mis à l’eau en 2015 par une société maltaise appartenant à LVMH (Sonata Yachting Limited), il est immatriculé par une société écran basée aux îles Caïmans. 